# Планинско колоездене
Планинско колоездене е спорт за каране на велосипеди офроуд, често по неравен или планински терен, като се използват специални планински велосипеди. Планински велосипеди акции приличат на другите велосипеди, но са проектирани за по-висока издръжливост и по-добро управление на пресечен терен.
Планинско колоездене като цяло може да бъде разделено на няколко категории: крос кънтри (XC), каране по пътеки, планинско навсякъде (all mountain), велосипеден мотокрос, спускане, фрирайд, Норт шор (колоездене), слоупстайл, скокове и трайл. По-голямата част на планинско колоездене попада в развлекателното крос кънтри, каране по пътеки и ендуро.
Този индивидуален спорт изисква издръжливост, добра сила и баланс, добри умения за каране на велосипед и самостоятелност. Добрите колоездачи се целят в стръмните спускания при фрирайд, спускания и скокове, въздушни трикове при природни или специално конструирани скокове и рампи.
Планинското колоездене може да се извършва почти навсякъде от задния двор до чакълен път, но по-голямата част от планински колоездачи карат по офроуд пътеки, чакълести второстепенни пътища, горски пътища, или единични пътеки (тесни пътеки, които вятър през гори, планини, пустини, или полета). Има аспекти на планинско колоездене, които са по-близки до бягане по пътеки в сравнение с обикновеното колоездене. Защото колоездачите са често далеч от цивилизацията, този спорт е известен със силната си самостоятелност. Колоездачите се научават да поправят сами счупени си велосипеди или спукани гуми, за да не останат много далеч от всяка възможна помощ. Много колоездачи носят раница, включително резервоарче с вода и почти всички основни инструменти и оборудване за ремонт на път. Много колоездачи също носят медицински китове за първа помощ в случай на нараняване далеч от населени места. Груповите карания са често срещани, особено при по-дълги преходи. Комбинирания спорт, наречен планинско ориентиране с велосипед добавя и умението за ориентиране по карта към планинско колоездене.